# 칠성 (불교)
7성(七聖)은 불교의 성자(聖者)들을, 대체로 말해 근기(根機: 불법을 받을 수 있는 역량)를 기준으로 하여, 일곱 가지로 나눈 것이다. 달리 말해, 범부의 상태를 벗어난 유정들, 즉, 무루혜를 일부라도 획득 또는 성취한 유정들, 즉, 유학위와 무학위에 있는 유정들, 즉, 견도 · 수도 · 무학도의 지위에 있는 유정들, 즉, 4향4과의 지위에 있는 유정들을 근기에 따라 다음의 일곱 가지로 나눈 것이다.
1. 수신행(隨信行)
2. 수법행(隨法行)
3. 신해(信解)
4. 견지(見至)
5. 신증(身證)
6. 혜해탈(慧解脫)
7. 구해탈(俱解脫)

## 구분 표
7성을 유학위(有學位: 배울 것이 있는 계위)와 무학위(無學位: 배울 것이 없는 계위), 견도(見道) · 수도(修道) · 무학도(無學道), 4향4과(四向四果)에 따라 구분하면 다음 표와 같다.
| 성자의 유형       | 유학위 · 무학위 | 견도 · 수도 · 무학도 | 4향4과                                                            |
| 1. 수신행(隨信行) | 유학위          | 견도                 | 예류향 · 일래향 · 불환향                                          |
| 2. 수법행(隨法行) | 유학위          | 견도                 | 예류향 · 일래향 · 불환향                                          |
| 3. 신해(信解)     | 유학위          | 수도                 | 예류과 · 일래향 · 일래과 · 불환향 · 불환과 · 아라한향             |
| 4. 견지(見至)     | 유학위          | 수도                 | 예류과 · 일래향 · 일래과 · 불환향 · 불환과 · 아라한향             |
| 5. 신증(身證)     | 유학위          | 수도                 | 예류과 · 일래향 · 일래과 · 불환향 · 불환과 · 아라한향 또는 불환과 |
| 6. 혜해탈(慧解脫) | 무학위          | 무학도               | 아라한과                                                          |
| 7. 구해탈(俱解脫) | 무학위          | 무학도               | 아라한과                                                          |

## (1) 수신행
수신행(隨信行, 산스크리트어: śraddhānusārin) 또는 신행(信行)은 수법행(隨法行)의 상대가 되는 것으로, 다른 이 즉 선지식(善知識)의 말을 통해 불법(佛法: 붓다가 말씀하신 교법, 붓다의 가르침)을 듣고 믿어 이에 따라 수행하여 견도에 든 성자를 말한다. 견도위에 있는 둔근(鈍根)의 성자이다.
참고로, 선지식(善知識, 산스크리트어: kalyāṇamitra)이란 남녀노소와  귀천에 관계 없이 붓다의 가르침[佛法]을 말하여 불연(佛緣)을 맺게 하는 사람을 뜻한다. 특히 붓다의 가르침으로 인도하는 덕이 높은 스승이나 수행에 도움이 되는 지도자나 자신과 마음을 같이 하여 청정한 수행을 하는 이가 선지식에 속한다.

## (2) 수법행
수법행(隨法行,  산스크리트어: dharmānusārin) 또는 법행(法行)은 수신행(隨信行)의 상대가 되는 것으로, 다른 이 즉 선지식(善知識) 등의 말을 통해 인지한 불법(佛法: 붓다가 말씀하신 교법, 붓다의 가르침)에 대해 다시 스스로 경전과 논서를 공부하고 사유하여 결택한 후 이렇게 결택한  법 즉 가르침에 따라 바르게 수행하여 견도에 든 성자를 말한다. 견도위에 있는 이근(利根)의 성자이다.
수신행은 믿음[信]을 우선으로 삼아 성도(聖道)에 들어간 성자이고 수법행은 지혜[慧]를 우선으로 삼아 성도에 들어간 성자이다.

## (3) 신해
신해(信解, 산스크리트어: adhimukti, adhimokṣa), 신승해(信勝解) 또는 신해탈(信解脫)은 견지(見至)의 상대가 되는 것으로, 다른 이 즉 선지식(善知識)의 말을 통해 불법(佛法: 붓다가 말씀하신 교법, 붓다의 가르침)을 듣고 믿어 이에 따라 수행하여 견도를 지나 수도에 든 성자를 말한다. 수도위에 있는 둔근(鈍根)의 성자이다.
달리 말해, 수신행의 성자가 견도 16심의 최후 제16심인 도류지(道類智)에 이르면 수도에 들어가는데, 이때부터 그 성자를 더 이상 수신행이라 이름하지 않고 신해라고 이름한다. 엄밀히 말하면, '견도 16심'은 틀린 표현으로, 16심 중 앞의 15심이 견도이고 최후 제16심은 수도이다. '견도 15심'이 바른 표현이다.

## (4) 견지
견지(見至, 산스크리트어: dṛṣṭi-prāpta) 또는 견득(見得)은 신해(信解)의 상대가 되는 것으로, 다른 이 즉 선지식(善知識) 등의 말을 통해 인지한 불법(佛法: 붓다가 말씀하신 교법, 붓다의 가르침)에 대해 다시 스스로 경전과 논서를 공부하고 사유하여 결택한 후 이렇게 결택한  법 즉 가르침에 따라 바르게 수행하여 견도를 지나 수도에 든 성자를 말한다. 수도위에 있는 이근(利根)의 성자이다.
'견지'(見至)와 '견득'(見得)의 두 낱말에서 견(見)은 봄 즉 지혜 즉 반야를 뜻한다. '견지'라는 낱말은 반야[見]에서 반야로 이른다[至]는 것으로 원인으로서의 반야를 통해 결과로서의 반야에 이른다는 것을 뜻한다. '견득'이라는 낱말은 스스로 법을 보는 것[見], 즉 지혜 즉 반야를 통해 이치를 증득[得]한다는 것을 뜻한다.
달리 말해, 수법행의 성자가 견도 16심의 최후 제16심인 도류지(道類智)에 이르면 수도에 들어가는데, 이때부터 그 성자를 더 이상 수법행이라 이름하지 않고 견지라고 이름한다.

## (5) 신증
신증(身證, 산스크리트어: kāya-sākṣin)은 신해(信解)나 견지(見至)로서 8해탈(八解脫)을 모두 빠짐없이 성취하였지만 아직 모든 번뇌를 멸진하지는 못한 이를 말한다. 8해탈은 순차적으로 성취되고 모든 번뇌를 멸진한 계위는 아라한과(혜해탈 또는 구해탈)이므로, 달리 말하면, 신증(身證)은 제8해탈 즉 멸진정을 성취하였지만 아직 아라한과는 증득하지 못한 수도위의 성자를 말한다. 사실상, 불환과의 성자로서 멸진정을 성취한 성자를 말한다.
달리 말해, 신해나 견지의 성자가 멸진정을 성취하면, 이때부터 그 성자를 더 이상 신해나 견지라고 이름하지 않고 신증이라고 이름한다.
여기서, 8해탈(八解脫)은 다음과 같다.
1. 내유색상관외색해탈(內有色想觀外色解脫): 4선 중 초선(初禪)과 제2선(第二禪)에 의지하여 부정관(不淨觀)을 수행하여 현색탐(顯色貪)을 대치하는 것으로, 바깥 대상의 색깔에 대하여 퍼렇게 어혈든[靑瘀] 색깔 등을 관하는 부정관을 닦아 마음 속에 있는 빛깔에 대한 탐욕을 버리는 것을 뜻한다. 탐욕을 떠난 것이므로 해탈이라 이름한다.
2. 내무색상관외색해탈(內無色想觀外色解脫): 4선 중 초선(初禪)과 제2선(第二禪)에 의지하여 부정관(不淨觀)을 수행하여 현색탐(顯色貪)을 대치하는 것으로, 마음 속에 있는 색깔에 대한 탐욕은 이미 없어졌지만 이 상태를 더욱 견고히 유지하기 위해 바깥 대상의 빛깔에 대하여 퍼렇게 어혈든[靑瘀] 빛 등을 관하는 부정관을 계속 닦는 것을 말한다. 탐욕를 다시 일으키지 않게 하는 것이므로 해탈이라 이름한다.
3. 정해탈신작증구족주(淨解脫身作證具足住): 4선 중 제4선(第四禪)에 의지하여 정관(淨觀)을 수행하여 탐욕을 일으키지 않는 상태를 체득하는 것으로, 부정관(不淨觀)을 버리고 바깥 대상의 색깔에 대하여 청정한 방면 즉 아름다운 색깔을 주시하여도 탐욕이 일어나지 않고 그 상태를 몸으로 완전히 체득하여 안주하는 것을 말한다. 탐욕를 일으키지 않게 하는 것이므로 해탈이라 이름한다.
4. 공무변처해탈(空無邊處解脫): 4무색정 중 공무변처정에 의지하여 물질[色] 즉 색깔과 모양에 대한 생각을 완전히 버리는 것을 말한다. 물질[色]의 속박, 즉, 물질에 대한 마음의 한계를 벗어나는 것이므로 해탈이라 이름한다.
5. 식무변처해탈(識無邊處解脫): 4무색정 중 식무변처정에 의지하여 허공(공간)에 대한 생각을 완전히 버리는 것을 말한다. 허공의 속박, 즉, 허공에 대한 마음의 한계를 벗어나는 것이므로 해탈이라 이름한다.
6. 무소유처해탈(無所有處解脫): 4무색정 중 무소유처정에 의지하여 마음[識]에 대한 생각을 완전히 버리는 것을 말한다. 마음[識]의 속박, 즉, 마음에 대한 마음의 한계를 벗어나는 것이므로 해탈이라 이름한다.
7. 비상비비상처해탈(非想非非想處解脫): 4무색정 중 비상비비상처정에 의지하여, '마음[識]에 대한 생각을 완전히 버린 상태' 즉 무소유심(無所有心)을 다시 완전히 버리는 것을 말한다. 있음과 없음에 대한 마음의 한계를 벗어나는 것이므로 해탈이라 이름한다.
8. 멸수상정해탈(滅受想定解脫): 멸진정(滅盡定)에 의지하여 '일체의 마음[心]과 마음작용[心所]'이 소멸된 적정(寂靜)의 상태에 들어가는 것을 말한다. 마음과 수(受) · 상(想) 등의 마음작용의 한계 또는 시끄러움을 벗어난 고요한 상태이므로 해탈이라 이름한다. '일체의 마음과 마음작용'이란 부파불교이 교학에 따르면 6식과 6식과 상응하는 모든 마음작용을 뜻한다. 대승불교의 교학에 따르면 6식 모두와 제7 말나식의 염오한 부분 및 이 마음들과 상응하는 모든 마음작용을 뜻한다.

## (6) 혜해탈
혜해탈(慧解脫, 산스크리트어: prajñā-vimukti)은 신해(信解)나 견지(見至)로서 비록 지혜 즉 반야 즉 무루지로 모든 번뇌를 단멸하였지만 아직 몸[身]으로는 8해탈(八解脫)을 모두 빠짐없이 성취하지는 못한 이를 말한다. 무루인 4향4과에서 모든 번뇌를 멸진한 계위는 아라한과이고 8해탈은 유루의 해탈로서 순차적으로 성취되므로, 달리 말하면, 혜해탈(慧解脫)은 아라한과를 증득하였지만 유루의 제8해탈 즉 멸진정을 성취하지는 못한 무학위의 성자를 말한다.

## (7) 구해탈
구해탈(俱解脫, 산스크리트어: ubhayato-bhāga-vīmukta)은 혜해탈로서 몸[身]으로 8해탈을 모두 빠짐없이 성취한 이와 신해(信解)나 견지(見至)로서 지혜 즉 반야 즉 무루지로 모든 번뇌를 단멸하였을 뿐만 아니라 몸[身]으로도 8해탈(八解脫)을 모두 빠짐없이 성취한 이를 말한다. 무루인 4향4과에서 모든 번뇌를 멸진한 계위는 아라한과이고 8해탈은 유루의 해탈로서 순차적으로 성취되므로, 달리 말하면, 구해탈(俱解脫)은 아라한과를 증득하였으며 또한 유루의 제8해탈 즉 멸진정을 성취한 무학위의 성자를 말한다.
달리 말해, 모든 번뇌를 번뇌장(煩惱障)과 해탈장(解脫障)의 2장(二障)으로 구분할 때, 혜해탈은 번뇌장은 모두 떠낫지만 해탈장은 모두 떠나지 못한 것이고, 구해탈은 번뇌장과 해탈장을 모두 떠난 것이다. 또 달리 표현하자면, 혜해탈과 구해탈은 둘 다 모든 번뇌를 떠났지만 혜해탈은 멸진정을 포함한 유루의 모든 선정 즉 9차제정(九次第定: 4선 · 4무색정 · 멸진정)을 모두 성취한 상태는 아니며, 구해탈은 9차제정을 모두 성취한 상태이다. 또 달리 표현하자면, 구해탈은 선정과 지혜를 모두 갖춘 아라한이고, 혜해탈은 지혜는 모두 갖추었지만 선정은 부분적으로 갖춘 아라한이다.

## 같이 보기
- 성자 (불교)
- 6종아라한(六種阿羅漢)
- 9무학(九無學)
- 18유학(十八有學)